# NAACP Image Award
Der NAACP Image Award ist ein Preis, der jährlich von der amerikanischen National Association for the Advancement of Colored People (NAACP) für besondere Leistungen vergeben wird, die in den Bereichen Film, Fernsehen, Musik und Literatur von Afroamerikanern erbracht werden.

## Geschichte
Der Ortsverband des NAACP in Beverly Hills/Hollywood wurde 1962 gegründet. Er war eine Reaktion auf den Rassismus in der Unterhaltungsbranche gegenüber Afroamerikanern und richtete sich vor allem an Schauspieler. Nach einem Essen zu Ehren von Sammy Davis, Jr., der den Ortsverband finanziell förderte, nahm der Verband seine Arbeit auf. Fünf Jahre später, unter Präsident Don Lanclos entstand der Plan, eine Preisverleihung ähnlich der Oscars zu veranstalten, die die Leistungen afroamerikanischer Schauspieler feiern sollte, die vom Mainstream-Hollywood häufig übersehen wurden.
Der Preis wurde erstmals am 4. Februar 1969 vergeben. Die Veranstaltung fand vor 200 geladenen Gästen im Beverly Hilton Hotel statt. Geehrt wurde Sidney Poitier. Außerdem wurden Preise in zwei kategorien vergeben: Fernsehen und Film.
Die Preisverleihung wird seit 1974 im Fernsehen übertragen. Von 1987 bis 1994 wurde er von der National Broadcasting Company auf dem Time-Slot von Saturday Night Live übertragen.1995 stand der Award kurz vor der Einstellung, da seit 1988 Misswirtschaft betrieben wurde und nur durch eine größere Geldspende der veranstaltenden Organisation der Award gerettet werden konnte. Die Gründe für den Geldverlust blieben im Unklaren.
Von 2007 bis 2013 wurde der Award vom Sender FOX übertragen. Von 2014 bis 2019 übernahm TV One kurzzeitig die Ausstrahlung. Anschließend wurde mit Black Entertainment Television ein neuer Kanal gefunden.
Die Zeremonie findet in der Regel im Februar oder Anfang März an unterschiedlichen Orten in oder in der Nähe von Los Angeles statt. 2021 wurde die Veranstaltung wegen der COVID-19-Pandemie in den Vereinigten Staaten virtuell abgehalten, auch 2022 fand die Veranstaltung zwar live, aber ohne Publikum statt.

## Vergangene Zeremonien
| Jahr | Tag           | Gastgeber                                                      | Veranstaltungsort                    |
| ---- | ------------- | -------------------------------------------------------------- | ------------------------------------ |
| 1967 | 4. Februar    |                                                                | Beverly Hilton Hotel, Beverly Hills  |
| 1968 | 22. September |                                                                | Beverly Hilton Hotel, Beverly Hills  |
| 1969 | 11. Oktober   |                                                                |                                      |
| 1970 | 15. November  |                                                                |                                      |
| 1971 | 21. November  |                                                                |                                      |
| 1972 | 18. November  |                                                                |                                      |
| 1973 |               | keine Veranstaltung                                            |                                      |
| 1974 | 19. Januar    |                                                                | Hollywood Palladium                  |
| 1975 | 18. Januar    |                                                                |                                      |
| 1976 | 7. Februar    |                                                                |                                      |
| 1977 | 24. April     |                                                                |                                      |
| 1978 | 9. Juni       |                                                                |                                      |
| 1979 | 27. Januar    |                                                                | Hollywood Palladium                  |
| 1980 | 27. Januar    | Louis Gossett Jr./Rita Moreno/Ted Lange/Benjamin Hooks/Valenti |                                      |
| 1981 | 5. Dezember   | Robert Guillaume                                               | Hollywood Palladium                  |
| 1982 | Dezember      | Jayne Kennedy/George Peppard/Michael Warren                    | Hollywood Palladium                  |
| 1983 | 4. Dezember   |                                                                | Dorothy Chandler Pavilion            |
| 1984 | 17. Dezember  |                                                                |                                      |
| 1985 | Dezember      |                                                                |                                      |
| 1986 | 13. Dezember  | Debbie Allen/Denzel Washington                                 |                                      |
| 1987 | Dezember      | Debbie Allen/Denzel Washington                                 |                                      |
| 1988 | Dezember      |                                                                |                                      |
| 1989 | 9. Dezember   |                                                                |                                      |
| 1990 | 9. Dezember   |                                                                |                                      |
| 1991 |               | nicht vergeben                                                 | nicht vergeben                       |
| 1992 | 11. Januar    |                                                                | Pasadena Civic Auditorium            |
| 1993 | 16. Januar    |                                                                | Pasadena Civic Auditorium            |
| 1994 | 5. Januar     |                                                                | Pasadena Civic Auditorium            |
| 1995 |               | nicht vergeben                                                 | nicht vergeben                       |
| 1996 | 6. April      | Whitney Houston/Denzel Washington                              | Pasadena Civic Auditorium            |
| 1997 | 8. Februar    | Arsenio Hall/Patti LaBelle                                     | Pasadena Civic Auditorium            |
| 1998 | 14. Februar   | Vanessa L. Williams/Gregory Hines                              | Pasadena Civic Auditorium            |
| 1999 | 14. Februar   | Mariah Carey/Blair Underwood                                   | Pasadena Civic Auditorium            |
| 2000 | 12. Februar   | Diana Ross                                                     | Pasadena Civic Auditorium            |
| 2001 | 23. Februar   | Chris Tucker                                                   | Universal Amphitheatre               |
| 2002 | 3. März       | Chris Tucker                                                   | Universal Amphitheatre               |
| 2003 | 8. März       | Cedric the Entertainer                                         | Universal Amphitheatre               |
| 2004 | 6. März       | Tracee Ellis Ross/Golden Brooks/Persia White/Jill Marie Jones  | Universal Amphitheatre               |
| 2005 | 25. März      | Chris Tucker                                                   | Dorothy Chandler Pavilion            |
| 2006 | 25. Februar   | Cuba Gooding, Jr.                                              | Shrine Auditorium                    |
| 2007 | 2. März       | LL Cool J                                                      | Shrine Auditorium                    |
| 2008 | 14. Februar   | D.L. Hughley                                                   | Shrine Auditorium                    |
| 2009 | 12. Februar   | Halle Berry/Tyler Perry                                        | Shrine Auditorium                    |
| 2010 | 26. Februar   | Anika Noni Rose/Hill Harper                                    | Shrine Auditorium                    |
| 2011 | 4. März       | Holly Robinson Peete/Wayne Brady                               | Shrine Auditorium                    |
| 2012 | 17. Februar   | Sanaa Lathan/Anthony Mackie                                    | Shrine Auditorium                    |
| 2013 | 1. Februar    | Broderick Steven Harvey                                        | Shrine Auditorium                    |
| 2014 | 22. Februar   | Anthony Anderson                                               | Pasadena Civic Auditorium            |
| 2015 | 6. Februar    | Anthony Anderson                                               | Pasadena Civic Auditorium            |
| 2016 | 5. Februar    | Anthony Anderson                                               | Pasadena Civic Auditorium            |
| 2017 | 11. Februar   | Anthony Anderson                                               | Pasadena Civic Auditorium            |
| 2018 | 15. Januar    | Anthony Anderson                                               | Pasadena Civic Auditorium            |
| 2019 | 30. März      | Anthony Anderson                                               | Dolby Theatre                        |
| 2020 | 22. Februar   | Anthony Anderson                                               | Pasadena Civic Auditorium            |
| 2021 | 27. März      | Anthony Anderson                                               | Virtuell                             |
| 2022 | 26. Februar   | Anthony Anderson                                               | Pasadena Civic Auditorium (Virtuell) |
| 2023 | 25. Februar   | Queen Latifah                                                  | Pasadena Civic Auditorium            |

## Preisvergabe
Ähnlich wie bei den Oscars oder den Grammys werden die Preisträger gewählt, in diesem Falle von Mitgliedern der NAACP. Derzeit wird der Image Award in 35 Kategorien verliehen. Zusätzlich gibt es auch Ehrenpreise wie den President’s Award, den Chairman’s Award, Unterhalter des Jahres und die Image Award Hall of Fame. In letztere wurden unter anderem Oprah Winfrey und Gordon Parks aufgenommen. Der Chairman’s Award ging unter anderem an Eric Holder (2015) und Barack Obama (2005), 2015 wurde Steven Spielberg mit dem Vanguard Award ausgezeichnet.

## Kategorien

### Film
| Kategorie               | Originalbezeichnung                                |
| ----------------------- | -------------------------------------------------- |
| Bester Film             | Outstanding Motion Picture                         |
| Bester Hauptdarsteller  | Outstanding Actor in a Motion Picture              |
| Beste Hauptdarstellerin | Outstanding Actress in a Motion Picture            |
| Bester Nebendarsteller  | Outstanding Supporting Actor in a Motion Picture   |
| Beste Nebendarstellerin | Outstanding Supporting Actress in a Motion Picture |

### Fernsehen
| Kategorie                                             | Originalbezeichnung                                                        |
| ----------------------------------------------------- | -------------------------------------------------------------------------- |
| Beste Serie – Drama                                   | Outstanding Drama Series                                                   |
| Bester Serien-Hauptdarsteller – Drama                 | Outstanding Actor in a Drama Series                                        |
| Beste Serien-Hauptdarstellerin – Drama                | Outstanding Actress in a Drama Series                                      |
| Bester Serien-Nebendarsteller – Drama                 | Outstanding Supporting Actor in a Drama Series                             |
| Beste Serien-Nebendarstellerin – Drama                | Outstanding Supporting Actress in a Drama Series                           |
| Beste Serie – Comedy                                  | Outstanding Comedy Series                                                  |
| Bester Serien-Hauptdarsteller – Comedy                | Outstanding Actor in a Comedy Series                                       |
| Beste Serien-Hauptdarstellerin – Comedy               | Outstanding Actress in a Comedy Series                                     |
| Bester Serien-Nebendarsteller – Comedy                | Outstanding Supporting Actor in a Comedy Series                            |
| Beste Serien-Nebendarstellerin – Comedy               | Outstanding Supporting Actress in a Comedy Series                          |
| Bester Darsteller – Seifenoper                        | Outstanding Actor in a Daytime Drama Series                                |
| Beste Darstellerin – Seifenoper                       | Outstanding Actress in a Daytime Drama Series                              |
| Bester Fernsehfilm oder Miniserie                     | Outstanding Television Movie, Mini-Series or Dramatic Special              |
| Bester Darsteller – Fernsehfilm/Miniserie             | Outstanding Actor in a Television Movie, Mini-Series or Dramatic Special   |
| Beste Darstellerin – Fernsehfilm/Miniserie            | Outstanding Actress in a Television Movie, Mini-Series or Dramatic Special |
| Bestes Kinderprogramm                                 | Outstanding Children’s Program                                             |
| Beste Talkshow, Nachrichten- oder Informationssendung | Outstanding News, Talk or Information – Series or Special                  |
| Bestes Varieté                                        | Outstanding Variety – Series or Special                                    |

### Musik
| Kategorie                    | Originalbezeichnung       |
| ---------------------------- | ------------------------- |
| Bester Newcomer              | Outstanding New Artist    |
| Bester Künstler              | Outstanding Male Artist   |
| Beste Künstlerin             | Outstanding Female Artist |
| Bestes Duo oder beste Gruppe | Outstanding Duo or Group  |
| Bester Jazzkünstler          | Outstanding Jazz Artist   |
| Bester Gospelkünstler        | Outstanding Gospel Artist |
| Bestes Musikvideo            | Outstanding Music Video   |
| Bestes Album                 | Outstanding Album         |
| Bestes Lied                  | Outstanding Song          |

### Ehrenpreise
- Chairman’s Award
- Entertainer of the Year Award
- Hall of Fame Award
- President’s Award
- Vanguard Award

## Kontroversen
Der Image Award ist bisweilen Gegenstand verschiedener Kontroversen, dahingehend, dass nach Meinung von Kritikern manche Nominierten diese Anerkennung durch die NAACP nicht verdient hätten. 1994 war beispielsweise Tupac Shakur als bester Hauptdarsteller in dem Film Poetic Justice nominiert, obwohl er im Dezember 1993 des sexuellen Missbrauches an einer Frau angeklagt worden war. 2004 war R. Kelly für sein Album Chocolate Factory nominiert, obwohl er zu dieser Zeit in Zusammenhang mit Kinderpornografie unter Anklage stand.
2003 erhielt der Film Barbershop fünf Nominierungen, unter anderem Cedric the Entertainer als bester Nebendarsteller. Der Film wurde dafür kritisiert, dass die Figur, die Cedric the Entertainer darin verkörperte, wenig schmeichelhafte Bemerkungen über Rosa Parks, Martin Luther King und Jesse Jackson macht. Ähnlich war dies bei der Rap-Gruppe OutKast, die 2004 sechs Nominierungen erhielt, obwohl sie ein Lied mit dem Titel Rosa Parks aufgenommen hatten und dafür von Parks wegen der unerlaubten Benutzung ihres Namens verklagt worden waren.
Vier Mal, zuletzt 1987 und 1990, wurde der Award für die Beste Hauptdarstellerin nicht vergeben. Dies wurde stark kritisiert. Das Komitee rechtfertigte sich jedoch, das es in diesen Jahren kaum bedeutsame Rollen für schwarze Frauen gab und nicht genug Nominierungen zustande kamen.